# Niccolò Soggi
Niccolò Soggi (Monte San Savino, 1480? - 1552) va ser un pintor italià del Renaixement.
Va nàixer a Monte San Savino, Província d'Arezzo. Va ser deixeble de Pietro Perugino (1446–1524) i treballà a Roma durant el pontificat de Lleó X. Posteriorment es va traslladar a Prato, on va tenir com a principal mecenes Baldo Magini. Finalment es va instal·lar a Arezzo.